# Megalopalpus latimargo
Megalopalpus latimargo is een vlinder uit de familie van de Lycaenidae.